# Ритонавир
Ритонавир  (Ritonavir, ранее известный как ABT-358) — антиретровирусный препарат, применяющийся в сочетании с другими препаратами для лечения ВИЧ/СПИДа и вирусного гепатита С (ВГС) генотипа 4. Продаётся под торговым названием Norvir. Низкие дозы ритонавира часто используются с другими ингибиторами протеазы. Его принимают перорально.
Типичные побочные эффекты включают тошноту, рвоту, потерю аппетита, диарею, онемение рук и ног. Серьёзные побочные эффекты включают проблемы с печенью, панкреатит, аллергические реакции, и нарушения сердечного ритма. Серьёзные взаимодействия могут возникнуть с рядом других препаратов, включая амиодарон и симвастатин. В малых дозах допустимо применять во время беременности. Ритонавир относится к классу ингибиторов протеаз, он часто используется, чтобы ингибировать фермент, который метаболизирует другие ингибиторы протеазы. Такое торможение (ингибирование) фермента приводит к повышению концентрации этих препаратов.
Ритонавир впервые вошёл в обиход в 1996 году. Всемирной организацией здравоохранения препарат включён в Перечень основных лекарственных средств и наиболее важных лекарств, необходимых в основной системе здравоохранения. Выпускается в форме капсул и таблеток. Оптовая цена колеблется между 0,07 и 2,20 USD в день. В Соединённых Штатах ритонавир стоит от 9,20 до 55 USD в день в зависимости от дозы. В России с 2018 года входит в перечень ЖНВЛП.

## История
Ритонавир производится под маркой Norvir компанией AbbVie, Inc. Управление по продовольствию и медикаментам (FDA) одобрило ритонавир 1 марта 1996 года, таким образом он стал седьмым утверждённым антиретровирусным препаратом и вторым одобренным ингибитором протеазы в Соединённых Штатах. В течение двух лет после утверждения ритонавира (и саквинавира несколькими месяцами ранее) ВИЧ-ассоциированная смертность в США снизилась с более чем 50 тысяч человек в год до примерно 18 тысяч.
В 2003 году компания Abbott (сейчас AbbVie, Inc.) подняла цены на Norvir с $1,71 за день до $8,57 в сутки, что вызвало претензии о завышении цен от объединений пациентов и некоторых членов Конгресса. Группа потребителей обратилась в Национальные институты здравоохранения США (NIH), чтобы переопределить патент на Norvir, но 4 августа 2004 года должностные лица учреждения ответили, что они не обладает законным правом разрешить производство дженериков норвира.
В 2014 году FDA одобрила комбинированный препарат Viekira Pak, одним из компонентов которого является ритонавир, для лечения вирусного гепатита С (ВГС) генотипа 4.

## Медицинское использование
Ритонавир используется вместе с другими лекарствами для лечения ВИЧ/СПИДа и гепатита С генотипа 4.

## Побочные эффекты
В настоящее время (2015) препарат гораздо более широко используется в более низких дозах в качестве фармакокинетического ингибитора. Неблагоприятные последствия при относительно низких дозах ритонавира не были подробно описаны. При введении в дозах, эффективных для анти-ВИЧ терапии, побочные эффекты ритонавира указаны ниже:
- астения, недомогание;
- понос;
- тошнота и рвота;
- боли в животе;
- головокружение;
- бессонница;
- потливость;
- изменение вкусовых ощущений;
- метаболические
  - гиперхолестеринемия;
  - гипертриглицеридемия;
  - повышение трансаминазы;
  - повышение КФК.

Одним из побочных эффектов ритонавира является гипергликемия. Представляется, что ритонавир ингибирует инсулинзависимый белок-переносчик глюкозы GLUT4. Это может привести к инсулинорезистентности и вызвать проблемы у людей с диабетом 2-го типа.

## Лекарственное взаимодействие
Совместная терапия ритонавиром и различными лекарствами может привести к серьёзным, в том числе смертельным последствиям.
Перечень клинически значимых взаимодействий ритонавира включает, но не ограничивается следующими препаратами:
- амиодарон — снижение метаболизма, возможная токсичность;
- мидазолам и триазолам — противопоказано;
- карбамазепин — снижение метаболизма, возможная токсичность;
- цизаприд — снижение метаболизма, возможно удлинение Q-Т интервала и появление опасных для жизни аритмий;
- дисульфирам (оральный препарат с ритонавиром) — снижение метаболизма ритонавира;
- эплеренон;
- этравирин;
- флекаинид — снижение метаболизма, возможная токсичность;
- МДМА — снижение метаболизма, иногда приводит к токсичному исходу, например серотониновому синдрому, который может быть опасным для жизни[15][16];
- мескалин;
- меперидин (петидин) — возможно накопление токсических концентраций норпетидина;
- нилотиниб;
- нисолдипин;
- фенитоин;
- пимозид;
- хинидин;
- ранолазин;
- салметерол;
- Зверобой;
- статины — снижение метаболизма, без изменения дозировок повышается риск рабдомиолиза (острого некроза скелетных мышц);
- тиоридазин;
- топотекан;
- вориконазол — ритонавир повышает метаболизм вориконазола.

## Механизм действия

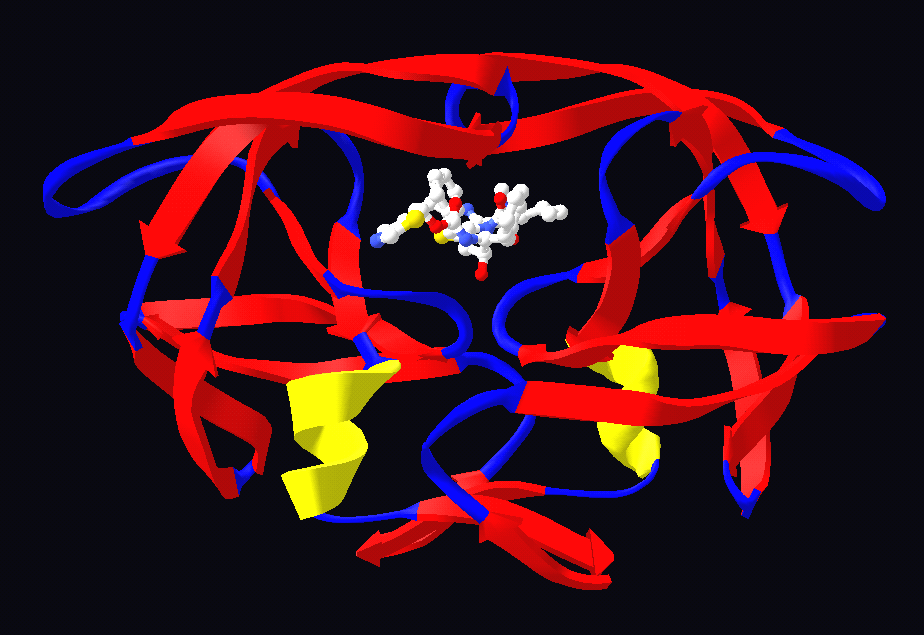
Ритонавир (в центре) в активном центре ВИЧ-протеазы.

Ритонавир изначально разрабатывался как ингибитор ВИЧ-протеазы. Это один из самых сложных ингибиторов. На современном этапе собственная противовирусная активность ритонавира используется редко, но он по-прежнему широко используется в качестве бустера (усилителя) для других ингибиторов протеазы. Проще говоря, ритонавир используется для ингибирования фермента печени цитохрома Р450-3А4 (CYP3A4), который обычно метаболизирует и обезвреживает ингибиторы протеаз. Препарат на молекулярном уровне ингибирует этот цитохром, потому низкие дозы можно использовать для усиления действия других ингибиторов протеаз. Это открытие резко снизило неблагоприятные эффекты и улучшило эффективность ингибиторов протеаз и АРВТ, впервые описано в статье, опубликованной в журнале AIDS (ISSN 0269-9370) в 1997 году исследователями из Университета Ливерпуля.

## Полиморфизм и временное изъятие с рынка
Изначально к препарату относились как к обычным капсулам, которые не требуют хранения в холодильнике, однако, как и многие другие препараты, ритонавир продемонстрировал полиморфизм, то есть его молекулы оказались способны образовывать более чем один тип кристалла. Различные кристаллы, или полиморфы, формируются из тех же молекул, но в различных взаимных положениях. Растворимость и, следовательно, биодоступность получались очень разными в зависимости от типа кристаллизации.
В ходе разработки (препарат был введён в 1996 году) изучалась только та форма, которая теперь называется полиморфной формой I, но в 1998 году была обнаружена более стабильная форма II. Это более стабильная (и, соответственно, менее растворимая) кристаллическая форма меняла биодоступность препарата. Это привело к удалению оральных капсул с рынка.
Даже следовые количества формы II могут катализировать превращение более биодоступной формы I в форму II.
Таким образом, форма II угрожала существующим запасам ритонавира.
После этого открытия в конце 1990-х годов компания Abbott (сейчас AbbVie) сняла оригинальные капсулы с рынка и рекомендовала пациентам переключиться на суспензию Norvir, в то время как исследователи работали, чтобы решить эту проблему. Обычные капсулы были заменены на желатиновые, с условием хранения в холодильнике, чтобы решить проблему кристаллизации исходного вещества.
В 2000 году американская химико-фармацевтическая корпорация Abbott (AbbVie) получила одобрение от FDA для таблетированного препарата Kaletra (так называемый лопинавир/ритонавир), который содержит ритонавир, не требующий охлаждения.

## Исследование
В 2020 году было обнаружено, что комбинация фиксированных доз лопинавира/ритонавира не работает при тяжёлой форме COVID-19. Испытание лекарства было начато примерно через тринадцать дней после появления симптомов.